# Fall River (Kansas)
Pour les articles homonymes, voir Fall River.
Fall River est une ville américaine située dans le comté de Greenwood, au Kansas. Selon le recensement de 2020, sa population est de 162 habitants.